# Aalberts
Aalberts (anciennement Aalberts Industries) est une entreprise néerlandaise qui fait partie des indices AMX et Next 150. Aux côtés d'une activité industrielle diversifiée, elle assure le contrôle de flux de fluides (eau, énergies).

## Histoire
En mai 2018, Aalberts fait l'acquisition de PEM, une entreprise spécialisée dans la protection électrolytique des métaux à Siaugues-Sainte-Marie.

## Actionnaires
Au 20 avril 2019[réf. incomplète].
| Nom                               | Actions    | %     |
| Fidelity Management & Research    | 11 020 397 | 9,97% |
| OppenheimerFunds                  | 10 961 816 | 9,91% |
| Aalberts Beheer                   | 9 394 560  | 8,50% |
| Capital Research & Management     | 6 710 003  | 6,07% |
| Cantillon Capital Management      | 3 306 111  | 2,99% |
| Norges Bank Investment Management | 3 111 975  | 2,81% |
| Impax Asset Management            | 2 882 351  | 2,61% |
| The Vanguard Group                | 2 567 746  | 2,32% |
| Jan Aalberts                      | 2 402 582  | 2,17% |
| J A M Aalberts-veen               | 2 402 582  | 2,17% |

### Acquisitions and Mergers
| Entreprise                  | Année | Remarques |
| Heat-Power 24 GmbH          | 2022  | Systèmes de traitement d’eau et services d’entretien pour bâtiments écologiques                                                                      |
| PEM                         | 2018  | spécialisé dans le traitement de surface des métaux en bobine. 180 collaborateurs, chiffre d'affaires annuel d'environ 22 millions d'euros           |
| Comap                       | 2006  | acteur leader sur le marché européen des produits de contrôle de flux. 1 100 salariés, chiffre d'affaires annuel d'environ 180 millions d'euros      |
| Hage Fittings und Flanschen | 2003  | Marques GDPRESS, STARPRESS, HFPRESS, Fabricant leader de raccords à sertir, raccords filetés, vannes en acier inoxydable                             |
| Metalis and Metatherm       | 2002  | Leader européen de l'emboutissage de tôle de précision, chiffre d'affaires annuel d'environ 35 millions d'euros                                      |
| Thermi Centre               | 2000  | Large gamme de procédés de traitement thermique et de revêtement                                                                                     |
| Hartman Groenlo Beheer      | 2000  | 200 employés, chiffre d'affaires annuel d'environ 50 millions NLG. Hartman se concentre sur les sociétés d'énergie et d'eau et plus particulièrement |
| Stork TPP                   | 2000  | 60 employees, annual revenue approximately NLG 14 million                                                                                            |
| Tratamar                    | 2000  | chiffre d'affaires annuel d'environ 2 millions de NLG. Centre de traitement thermique dans le sud et le centre de l'Espagne                          |
| Van Roij Engineering        | 2000  | Spécialisé en ingénierie de raccords en acier (marque ANBO)                                                                                          |